# Jean-Baptiste Gail
Pour les articles homonymes, voir Gail.
Jean-Baptiste Gail, né le 4 juillet 1755 à Paris où il est mort le 5 février 1829, est un helléniste français.

## Biographie
Professeur adjoint au Collège de France en 1791, il est nommé titulaire de la chaire de langue et littérature grecques en 1792. Pendant la Révolution, il ne se mêle pas de politique et s'efforce seulement de conserver son emploi. En 1815, Louis XVIII le nomme conservateur des manuscrits grecs de la Bibliothèque royale, ce qui provoque l'hostilité des conservateurs en place, qui avaient proposé un autre candidat. Il s'ensuit de longs échanges par revues interposées, notamment avec Paul-Louis Courier.
Jean-Baptiste Gail était un travailleur acharné et on peut lui attribuer le regain des études grecques après la Révolution. Il a publié des éditions de Xénophon et de Théocrite (1828). Il est également l'auteur de manuels scolaires s'appuyant sur les méthodes pédagogiques de Port-Royal. Il a publié Le Philologue, recueil de communications faites à la classe de langues anciennes et d'histoire de l'Institut national des sciences et des arts, dont il était membre depuis 1809, et portant sur la grammaire, la géographie, l'archéologie et la littérature grecques.
Il avait épousé la compositrice Sophie Gail, de 20 ans sa cadette, dont il a divorcé en 1801 et dont il a eu un fils unique, le classiciste Jean-François Gail. Il est inhumé à leurs côtés au cimetière du Père-Lachaise.